# Tomaž Habe
Tomaž Habe, slovenski skladatelj, pedagog in dirigent, * 31. januar 1947, Vrhnika.

## Življenjepis
Študij kompozicije in dirigiranja je na Akademiji za glasbo v Ljubljani končal leta 1970. Deluje kot profesor na Konservatoriju za glasbo in balet Ljubljana. S svojimi učbeniki in s pedagoškim delom je vzgojil številne generacije glasbenikov. Habe je tudi profesor na Akademiji za glasbo v Ljubljani, v letih 2006−2010 pa je bil predsednik Društva slovenskih skladateljev.
Njegov skladateljski opus je obsežen, vključuje orkestrsko, zborovsko, komorno, filmsko glasbo in je izdan na številnih zgoščenkah. Njegova hči je glasbenica Katarina Habe, njegov oče pa glasbenik Stane Habe.
Bil je član prvotne zasedbe Mladih levov (1966–68). Je avtor njihove največje uspešnice »Oda Ireni«.